# Charles-Louisgebergte
Het Charles-Louisgebergte is een bergketen in het westelijke deel van de Indonesische provincie Papoea die zich van ongeveer 135° oosterlengte naar het oosten uitstrekt en daar overgaat in de hoger opstijgende kammen van het Sneeuwgebergte (nu: Maokegebergte). Het gebergte is met zijn toppen van tussen de 1600 en 2700 meter hoogte de noordelijke begrenzing van de grote zuidwestelijke, moerassige laagvlakte van Papoea die meestal wordt aangeduid als de Mimikakust. 
Het Charles-Louisgebergte dankt zijn naam aan de Franse ontdekkingsreiziger Jules Dumont d'Urville die in 1839 de toppen vanaf zijn schip op de Arafurazee waarnam.